# Brandon Flowers
Brandon Richard Flowers, född 21 juni 1981 i Henderson, Nevada, är en amerikansk sångare och keyboardist i rockbandet The Killers. 

## Uppväxt
Brandon Richard Flowers föddes 1981 och är det yngsta av sex syskon. Han har en äldre bror och fyra äldre systrar. Hans föräldrar har rötter i både Skottland och Litauen. Men Flowers föddes i Henderson, Nevada och bodde där under sina första levnadsår. När han var åtta år flyttade familjen till Payson, Utah. Redan ett år efter detta flyttade familjen igen och de bosatte sig i Nephi, Utah. Där bodde Flowers ända tills det var dags att börja i high school och han flyttade tillbaka till Las Vegas.
Hans bror Shane anses vara den person som inspirerat honom gällande det musikaliska intresset. Han visade Brandon The Smiths videor och introducerade band som The Beatles, The Cars, Morrissey och The Cure. Om sina musikaliska influenser har Brandon sagt: "It was really weird because other kids were buying Tool and Nirvana and I was buying the Cars and the Psychedelic Furs. I was pretty alienated as a kid."

## Karriär
Brandon hoppade av college och arbetade till en början som butler för Gold Coast Hotel and Casino i Las Vegas. Hans första band, synthpop-bandet The Blush Response, övergav honom 2001 då han vägrade att flytta till Los Angeles, Kalifornien. Han insåg då att han ville spela i ett rockband och började leta efter en gitarrist. Genom en annons i tidningen hittade han en gitarrist, Dave Keuning. 2002 då basisten Mark Stoermer och trummisen Ronnie Vannucci anslutit till bandet blev de officiellt The Killers.

## Diskografi (solo)
Studioalbum
- 2010 – Flamingo
- 2015 – The Desired Effect

Singlar
- 2010 – "Crossfire"
- 2010 – "Only the Young"
- 2011 – "Jilted Lovers & Broken Hearts"
- 2015 – "Can't Deny My Love"
- 2015 – "Still Want You"
- 2015 – "Lonely Town"
- 2015 – "I Can Change"

## Privatliv
Den 2 augusti 2005 gifte sig Flowers med Tana Mundkowsky vid en privat ceremoni i Hawaii. Den 14 juli 2007 fick de sitt första barn, en pojke som fick namnet Ammon Richard Flowers.